# Kanadas Grand Prix 2015
Kanadas Grand Prix 2015, officiellt Formula 1 Grand Prix du Canada 2015, var en Formel 1-tävling som hölls den 7 juni 2015 på Circuit Gilles Villeneuve i Montreal, Kanada. Det var den sjunde tävlingen av Formel 1-säsongen 2015 och kördes över 70 varv. Vinnare av loppet blev Lewis Hamilton för Mercedes, tvåa blev Nico Rosberg, även han för Mercedes, och trea blev Valtteri Bottas för Williams.

## Kvalet
| KR. | Nr | Förare            | Konstruktör          | Q1        | Q2       | Q3       | Grid |
| --- | -- | ----------------- | -------------------- | --------- | -------- | -------- | ---- |
| 1   | 44 | Lewis Hamilton    | Mercedes             | 1:15,895  | 1:14,661 | 1:14,393 | 1    |
| 2   | 6  | Nico Rosberg      | Mercedes             | 1:15,893  | 1:14,673 | 1:14,702 | 2    |
| 3   | 7  | Kimi Räikkönen    | Ferrari              | 1:16,259  | 1:15,348 | 1:15,014 | 3    |
| 4   | 77 | Valtteri Bottas   | Williams-Mercedes    | 1:16,552  | 1:15,506 | 1:15,102 | 4    |
| 5   | 8  | Romain Grosjean   | Lotus-Mercedes       | 1:15,833  | 1:15,187 | 1:15,194 | 5    |
| 6   | 13 | Pastor Maldonado  | Lotus-Mercedes       | 1:16,098  | 1:15,622 | 1:15,329 | 6    |
| 7   | 27 | Nico Hülkenberg   | Force India-Mercedes | 1:16,186  | 1:15,706 | 1:15,614 | 7    |
| 8   | 26 | Daniil Kvyat      | Red Bull-Renault     | 1:16,415  | 1:15,891 | 1:16,079 | 8    |
| 9   | 3  | Daniel Ricciardo  | Red Bull-Renault     | 1:16,410  | 1:16,006 | 1:16,114 | 9    |
| 10  | 11 | Sergio Pérez      | Force India-Mercedes | 1:16,827  | 1:15,974 | 1:16,338 | 10   |
| 11  | 55 | Carlos Sainz, Jr. | Toro Rosso-Renault   | 1:16,611  | 1:16,042 |          | 11   |
| 12  | 33 | Max Verstappen    | Toro Rosso-Renault   | 1:16,361  | 1:16,245 |          | 191  |
| 13  | 9  | Marcus Ericsson   | Sauber-Ferrari       | 1:16,796  | 1:16,262 |          | 12   |
| 14  | 14 | Fernando Alonso   | McLaren-Honda        | 1:17,012  | 1:16,276 |          | 13   |
| 15  | 15 | Felipe Nasr       | Sauber-Ferrari       | 1:16,968  | 1:16,620 |          | 14   |
| 16  | 5  | Sebastian Vettel  | Ferrari              | 1:17,344  |          |          | 182  |
| 17  | 19 | Felipe Massa      | Williams-Mercedes    | 1:17,886  |          |          | 15   |
| 18  | 98 | Roberto Merhi     | Marussia-Ferrari     | 1:19,133  |          |          | 16   |
| 19  | 28 | Will Stevens      | Marussia-Ferrari     | 1:19,157  |          |          | 17   |
| —   | 22 | Jenson Button     | McLaren-Honda        | Ingen tid |          |          | 203  |

| Vidare från första kvalrundan ▬▬ Vidare från andra kvalrundan ▬▬ |

Noteringar:

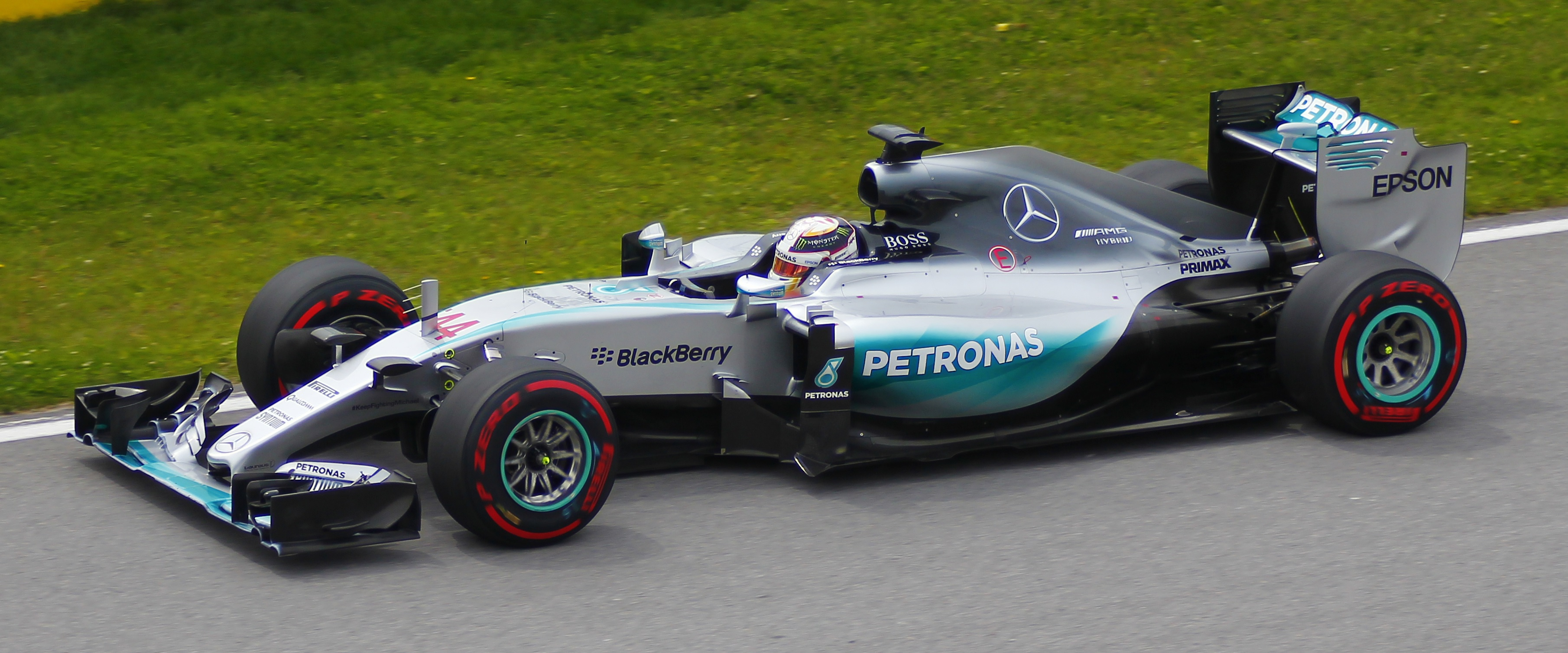
Lewis Hamilton tog pole position.

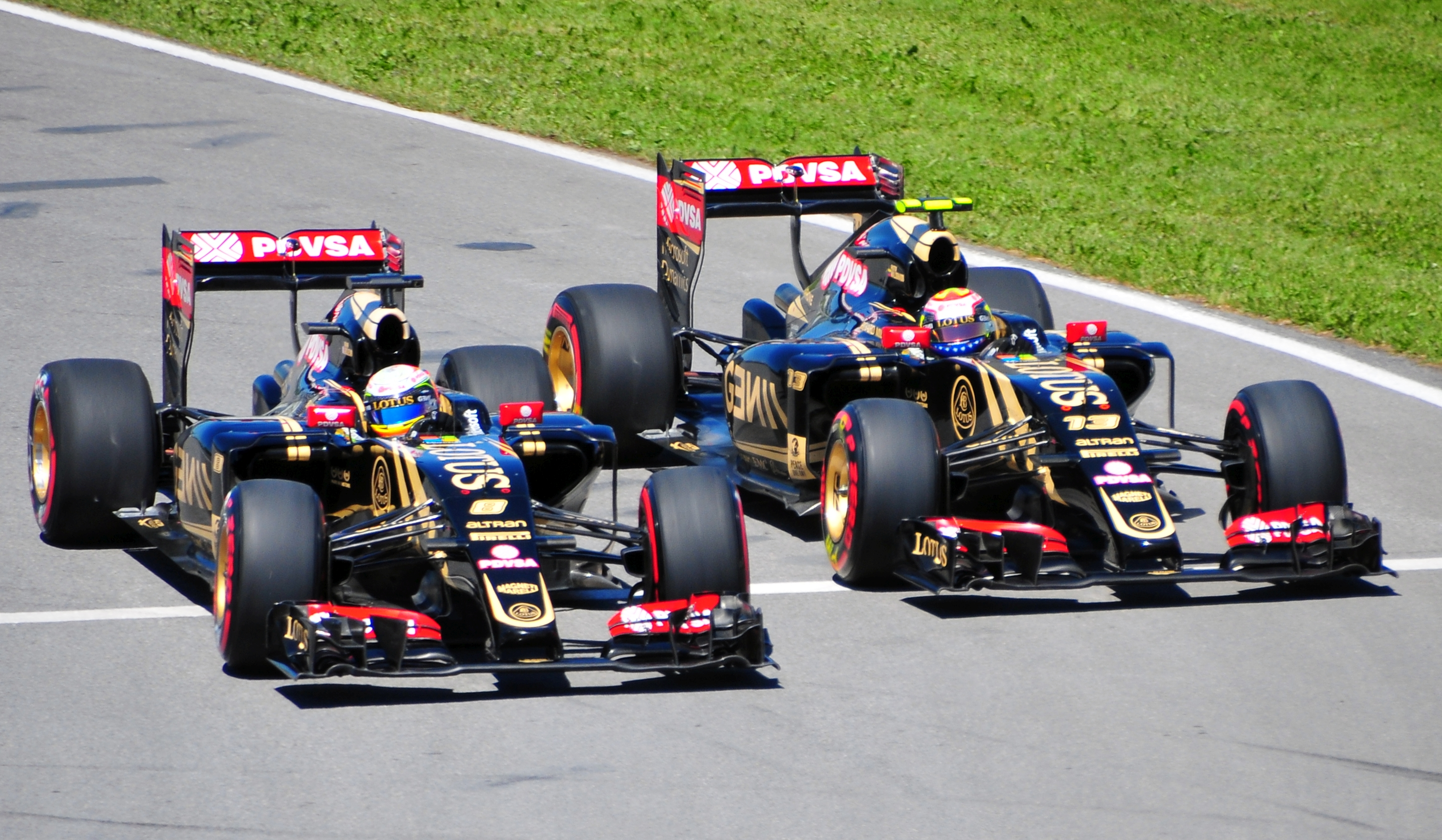
Lotus-duon Romain Grosjean och Pastor Maldonado körde ut ur depån jämsides.

- ^1  — Max Verstappen fick fem platsers nedflyttning för att ha orsakat en kollision med Romain Grosjean under den föregående tävlingen och tio platsers nedflyttning för att ha tagit ut den femte förbränningsmotorn för säsongen.[1]
- ^2  — Sebastian Vettel fick fem platsers nedflyttning för att ha fört om Roberto Merhi under rödflagg.[2]
- ^3  — Jenson Button misslyckades att sätta en varvtid i kvalet, på grund av ett ERS-relaterat problem.[3] Han fick starta loppet efter att han fått dispens från tävlingsledningen. Button fick senare tio platsers nedflyttning för att ha tagit ut den femte förbränningsmotorn för säsongen.[4]

## Loppet

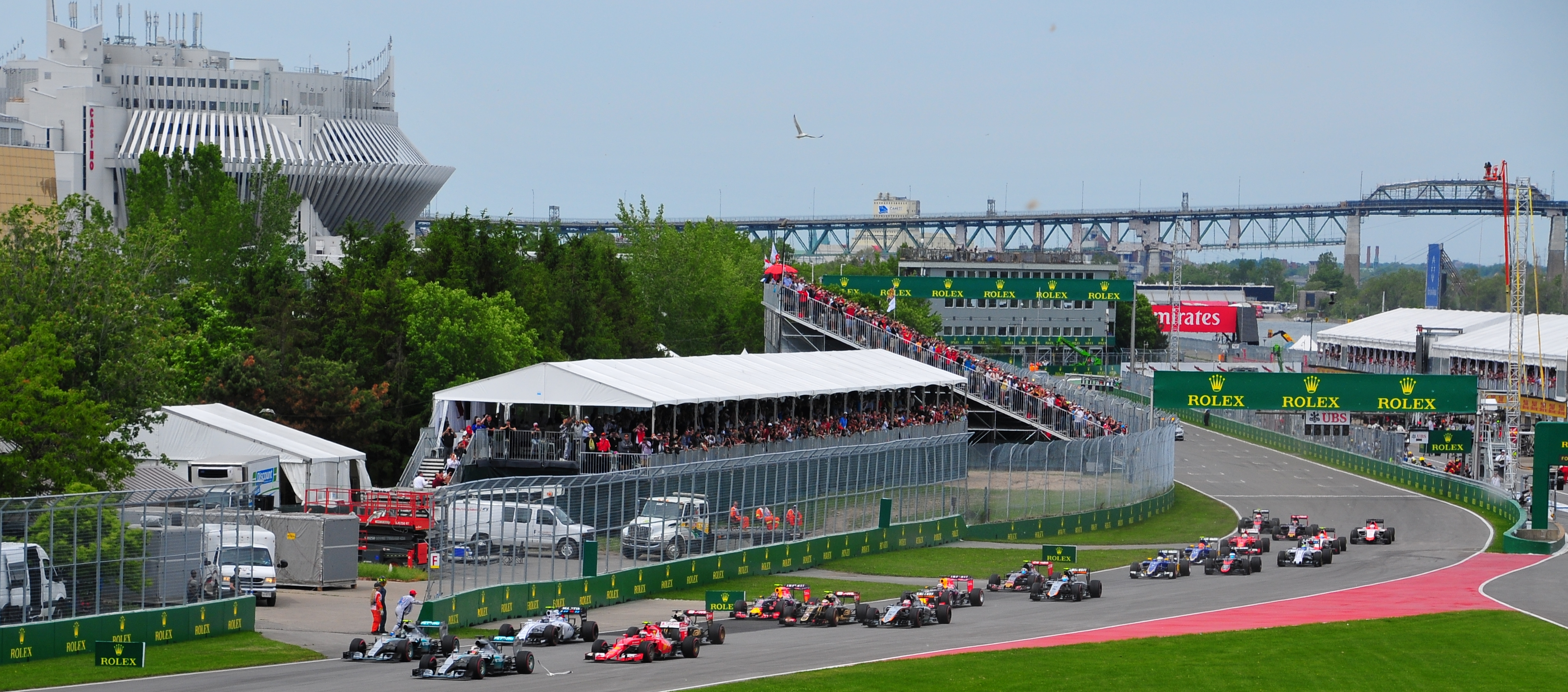
Första varvet.

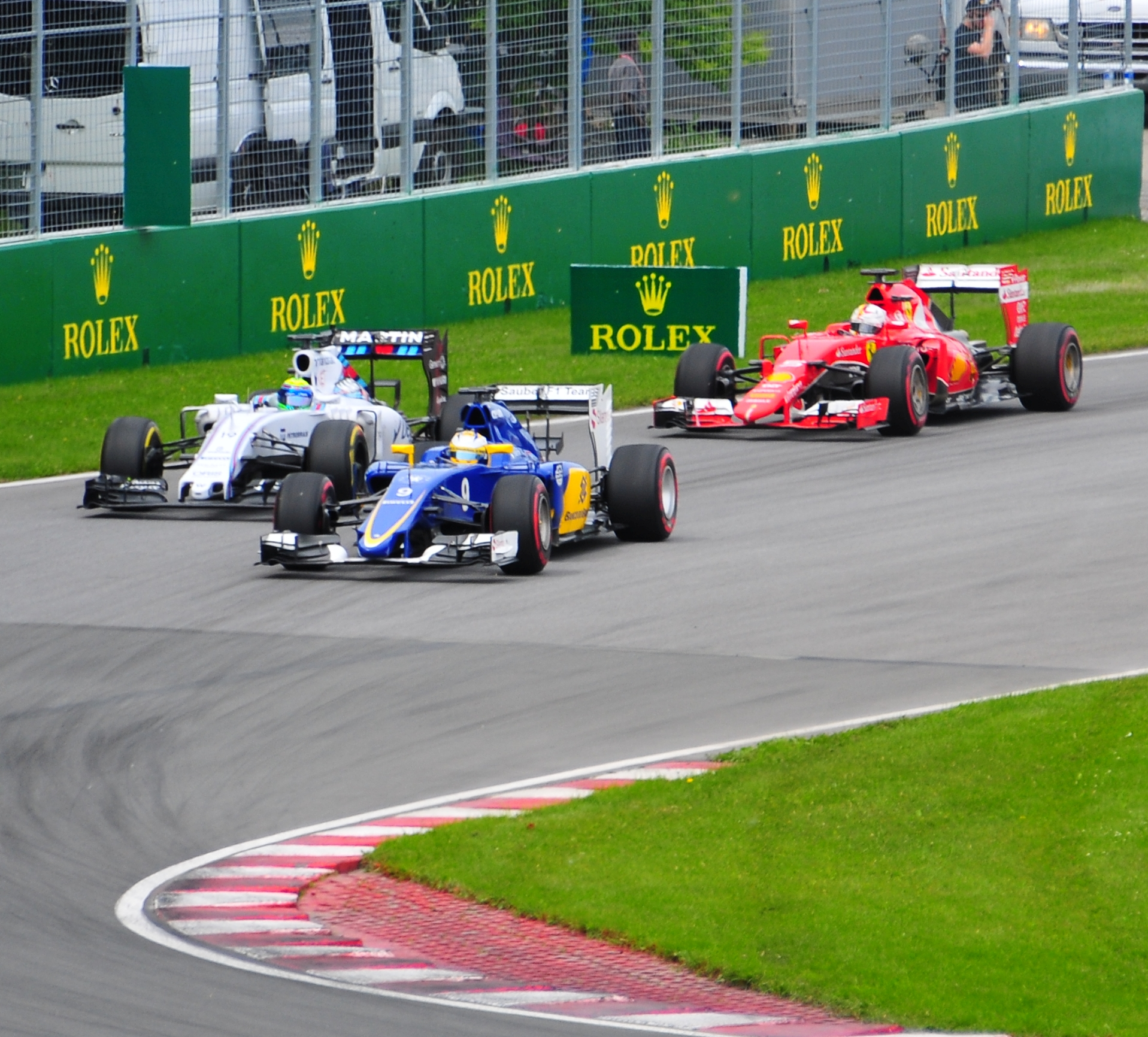
Marcus Ericsson lyckades hålla de båda toppförarna Felipe Massa och Sebastian Vettel bakom sig under inledningen av tävlingen.

| Pos. | Nr | Förare            | Konstruktör          | Varv | Tid         | Grid | P  |
| ---- | -- | ----------------- | -------------------- | ---- | ----------- | ---- | -- |
| 1    | 44 | Lewis Hamilton    | Mercedes             | 70   | 1:31:53,145 | 1    | 25 |
| 2    | 6  | Nico Rosberg      | Mercedes             | 70   | +2,285      | 2    | 18 |
| 3    | 77 | Valtteri Bottas   | Williams-Mercedes    | 70   | +40,666     | 4    | 15 |
| 4    | 7  | Kimi Räikkönen    | Ferrari              | 70   | +45,625     | 3    | 12 |
| 5    | 5  | Sebastian Vettel  | Ferrari              | 70   | +49,903     | 18   | 10 |
| 6    | 19 | Felipe Massa      | Williams-Mercedes    | 70   | +56,381     | 15   | 8  |
| 7    | 13 | Pastor Maldonado  | Lotus-Mercedes       | 70   | +1:06,664   | 6    | 6  |
| 8    | 27 | Nico Hülkenberg   | Force India-Mercedes | 69   | +1 varv     | 7    | 4  |
| 9    | 26 | Daniil Kvyat      | Red Bull-Renault     | 69   | +1 varv     | 8    | 2  |
| 10   | 8  | Romain Grosjean   | Lotus-Mercedes       | 69   | +1 varv     | 5    | 1  |
| 11   | 11 | Sergio Pérez      | Force India-Mercedes | 69   | +1 varv     | 10   |    |
| 12   | 55 | Carlos Sainz, Jr. | Toro Rosso-Renault   | 69   | +1 varv     | 11   |    |
| 13   | 3  | Daniel Ricciardo  | Red Bull-Renault     | 69   | +1 varv     | 9    |    |
| 14   | 9  | Marcus Ericsson   | Sauber-Ferrari       | 69   | +1 varv     | 12   |    |
| 15   | 33 | Max Verstappen    | Toro Rosso-Renault   | 69   | +1 varv     | 19   |    |
| 16   | 12 | Felipe Nasr       | Sauber-Ferrari       | 68   | +2 varv     | 14   |    |
| 17   | 28 | Will Stevens      | Marussia-Ferrari     | 66   | +4 varv     | 17   |    |
| Ret  | 98 | Roberto Merhi     | Marussia-Ferrari     | 57   | Drivning    | 16   |    |
| Ret  | 22 | Jenson Button     | McLaren-Honda        | 54   | Avgassystem | 20   |    |
| Ret  | 14 | Fernando Alonso   | McLaren-Honda        | 44   | Avgassystem | 13   |    |

| Förare och stall som tog poäng ▬▬ |

## Ställning efter loppet
|   | Pos. | Förare           | Poäng |
| - | ---- | ---------------- | ----- |
| ▬ | 1    | Lewis Hamilton   | 151   |
| ▬ | 2    | Nico Rosberg     | 134   |
| ▬ | 3    | Sebastian Vettel | 108   |
| ▬ | 4    | Kimi Räikkönen   | 72    |
| ▬ | 5    | Valtteri Bottas  | 57    |

|   | Pos. | Konstruktör       | Poäng |
| - | ---- | ----------------- | ----- |
| ▬ | 1    | Mercedes          | 285   |
| ▬ | 2    | Ferrari           | 180   |
| ▬ | 3    | Williams-Mercedes | 104   |
| ▬ | 4    | Red Bull-Renault  | 54    |
| ▬ | 5    | Lotus-Mercedes    | 23    |

- Notering: Endast de fem bästa placeringarna i vardera mästerskap finns med på listorna.